# Palung
Palung (nepalski: पालुङ्ग) – gaun wikas samiti w środkowej części Nepalu w strefie Narajani w dystrykcie Makwanpur. Według nepalskiego spisu powszechnego z 2001 roku liczył on 1110 gospodarstw domowych i 6029 mieszkańców (3118 kobiet i 2911 mężczyzn).